# Berthoud
Berthoud è un centro abitato (town) degli Stati Uniti d'America, situato nella contea di Larimer dello Stato del Colorado. Nel censimento del 2000 la popolazione era di 4.839 abitanti.

## Geografia fisica
Secondo i rilevamenti dell'United States Census Bureau, Berthoud si estende su una superficie di 10,5 km².